# Sarfaa
Sarfaa är ett sund i Grönland (Kungariket Danmark).   Det ligger i kommunen Sermersooq, i den södra delen av Grönland, 130 km sydost om huvudstaden Nuuk.